# Herkul (hrošč)
Herkul (znanstveno ime Dynastes hercules) je vrsta hrošča iz družine skarabejev, razširjena po tropskih gozdovih Srednje Amerike, Malih Antilov in severnega dela Južne Amerike. Znan je kot ena največjih in najmočnejših žuželk na svetu, zaradi česar je dobil ime po mitološkem rimskem junaku Herkulu.

## Telesne značilnosti, razvoj in vedenje
Hrošč je prepoznaven po paru dolgih rogov, ki pri samcih izraščata iz oprsja in glave naprej in tvorita strukturo, ki spominja na ogromne klešče. Merjeno v dolžino od konice klešče do konca zadka dosežejo samci skoraj 8 cm, največji primerki pa naj bi merili celo do 18 cm. Samice so nekoliko manjše in nimajo rogov. Po ostalih anatomskih značilnostih so tipični predstavniki skarabejev in izstopajo le po velikosti. Osnovna barva samcev in samic je temna, posebnost pa so pokrovke, katerih obarvanost pri samcih (in včasih delno pri nekaterih samicah) se spreminja glede na vlažnost zraka: v suhem okolju so rumenkaste do olivno zelene, ob povišani vlažnosti pa postanejo bleščeče črne. Mehanizem spremembe je mikrostruktura površine pokrovk, ki v prisotnosti vlage spremeni lom svetlobe.
Stadij ličinke traja od enega leta do leta in pol, v tem času pa se dvakrat levijo. Ličinke tik pred preobrazbo so ogromne, težke do 140 gramov, s čimer presegajo težo odraslih živali. Ob koncu razvoja se zabubijo in po dveh do treh mesecih preobrazijo v odraslo žival. V laboratorijskih pogojih živijo odrasli herkuli eno leto.
Rogove uporabljajo samci v medsebojnih borbah za dostop do spolno zrelih samic za parjenje; kadar se dva spolno zrela samca znajdeta hkrati v bližini take samice, poskušata z njimi zagrabiti tekmeca in ga prevrniti ali poškodovati do te mere, da odstopi iz boja. Samice ne izbirajo samcev glede na dolžino rogov. Samce privabljajo s feromoni, za spolnega partnerja pa očitno izberejo preprosto tistega, ki si izbori dostop do njih. V splošnem so to zaradi svoje velikosti okorne živali, ki pa so vseeno sposobne letenja. Letajo predvsem ponoči in v mraku, z viškom aktivnosti tik pred sončnim vzhodom.

## Ekologija
Uspeva v tropskih deževnih gozdovih Amerike, kjer rastejo dovolj velika drevesa za prehranjevanje ličink. Te so saproksilne - vrtajo po gnijočem lesu propadajočih dreves in s tem prispevajo h kroženju snovi v gozdu, odrasli pa se prehranjujejo z gnijočimi sadeži, ki jih iščejo po gozdnih tleh.
Zaradi svoje velikosti odrasli herkuli nimajo znanih plenilcev, čeprav so okorni in razen rogov nimajo očitnih obrambnih mehanizmov. Tudi o plenjenju ličink ni podatkov, vendar bi zaradi svoje ranljivosti lahko bile hrana ptičev, netopirjev ali manjših sesalcev.
Vrsta je razširjena v tropskih predelih Novega sveta, severno do južne meje Mehike in južno do osrednje Bolivije, kjer so jih opazili tako v višinskih kot v nižinskih tropskih gozdovih od pacifiške do atlantske obale ter na otokih Dominika in Gvadelup v Malih Antilih. Glede velikosti populacije in morebitne ogroženosti ni zanesljivih podatkov, saj območje razširjenosti vključuje težko dostopne in neraziskane predele amazonskega pragozda.
Herkule je mogoče gojiti v ujetništvu, pravzaprav je bila večina znanja o njegovi biologiji pridobljena z opazovanjem v laboratorijskih razmerah. Na račun izrazite prilagoditve samcev, ki je udeležena pri parjenju in priročna za opazovanje, ga biologi uporabljajo kot modelni organizem za preučevanje spolne selekcije. Priljubljen je tudi pri teraristih, predvsem na Japonskem, kjer je močno razširjeno gojenje hroščev. Večji odrasli primerki dosegajo ceno po več sto ameriških dolarjev.

## Taksonomija
Predstavniki ostalih šestih vrst iz rodu Dynastes so manjši in razširjeni južneje. Taksonomija samega herkula še ni dodelana, običajno pa so v literaturi prepoznane tri podvrste:
- Dynastes hercules hercules (Linnaeus); Gvadelup in Dominika
- Dynastes hercules reidi Chalumeau; Martinik in Sveta Lucija
- Dynastes hercules septentrionalis Lachaume; Srednja Amerika

Negotov je predvsem status celinske podvrste in sodeč po molekularnih podatkih bi več populacij zaslužilo status samostojne vrste.